# 妹スタイル
『妹スタイル』（いもうとスタイル）は、2011年7月29日にC:drive.より発売されたアダルトゲーム。
『妹スマイル』のシナリオの制作メンバーが参加している。外箱では登場人物には血縁関係はないととりあえず注意書きをしているのだが、作中に双子が登場している。
DreamParty東京2011秋に出展された様子が『SPA!』に報道された。

## ストーリー
5人の妹がいる主人公の家で妹達が海外在住の両親に海外移住を要求されたが、一人は残ってもいいということになったため、兄が好きな妹達は兄妹で一緒に暮らそうと奮闘する。

## キャラクター
柚奈（ゆずな）
声：鮎川ひなた
一家の長女であり、主人公とは双子でありかつ妹である。
小梅（こうめ）
声：夏野こおり
一家の二女であり、主人公の妹である。
花梨（かりん）
声：青葉りんご
一家の三女であり、主人公の妹である。
苺花（まいか）
声：有栖川みや美
一家の四女であり、主人公の妹である。
みかん
声：新堂真弓
一家の五女であり、主人公の妹である。

## スタッフ
- シナリオ：海原楓太、鯉川こい、皆川一馬
- 原画：牧だいきち、開栓注意